# Cappelle-Brouck
Cappelle-Brouck, auf Niederländisch „Kapellebroek“, ist eine französische Gemeinde im Département Nord in der Region Hauts-de-France. Sie gehört zum Arrondissement Dunkerque und zum Kanton Grande-Synthe.

## Geografie
Die Gemeinde Cappelle-Brouck liegt am Canal de la Haute Colme, 15 Kilometer südsüdwestlich von Dünkirchen im tischebenen Hinterland des Ärmelkanals. Sie grenzt im Norden an Bourbourg, im Nordosten an Looberghe, im Osten an Merckeghem, im Südosten an Millam, im Süden an Watten (Berührungspunkt), im Südwesten an Holque und im Westen an Saint-Pierre-Brouck.

## Bevölkerungsentwicklung
| Jahr                       | 1962 | 1968 | 1975 | 1982 | 1990 | 1999 | 2008 | 2013 | 2020 |
| Einwohner                  | 1009 | 939  | 977  | 953  | 1047 | 1086 | 1152 | 1143 | 1154 |
| Quellen: Cassini und INSEE |      |      |      |      |      |      |      |      |      |

## Sehenswürdigkeiten
- Kirche Saint-Jacques-le-Majeur (Monument historique)

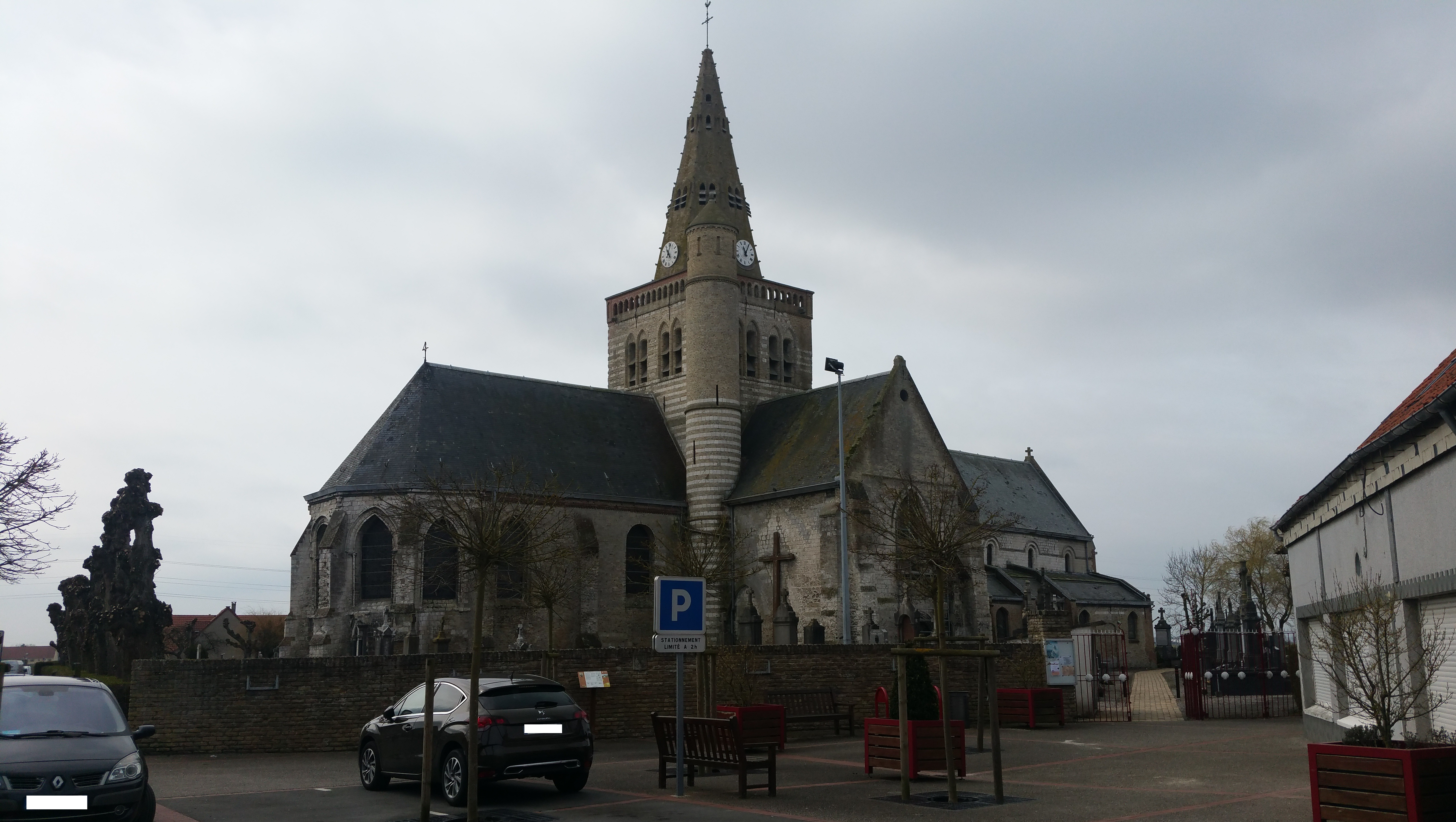
Kirche Saint-Jacques-le-Majeur